# Shirley Hufstedler
Shirley Hufstedler, född 1925, död 2016, var en amerikansk politiker (demokrat). 
Hon var utbildningsminister under Jimmy Carter 1979–1981. 
Hon var den första av sitt kön på den posten i USA. Hon var också den femte kvinna att alls bli minister i USA.